# Bickerstaff
Bickerstaff.734 — українська креативна агенція. Спеціалізується на розробці айдентики та дизайнерських рішень, бренд- та комунікаційних стратегій, інтегрованих кампаній та кампаній 360, а також рішень для позитивних змін. 

## Історія заснування
Засновник Bickerstaff.734 — колишній сіньор артдиректор Banda agency Ілля Ануфрієнко. Разом з дружиною Катериною у 2019 році стали першими українцями, які виграли Young Cannes Lions International Festival of Creativity. Перемогу здобули у категорії Print за проєкт з брифу організацій ЮНІСЕФ і WWF. Завданням креативників було закликати батьків дарувати дітям на Різдво "всиновлених тварин".  
Восени 2020 року під час пандемії COVID-19, Ілля Ануфрієнко відкрив креативну агенцію Bickerstaff.734.

## Перші знакові проєкти
Перша кампанія Bickerstaf.734 — реклама для української onoffline school SKVOT. Неординарний стиль промороликів, які розробили креативники для школи, почали копіювати інші рекламні агенції.

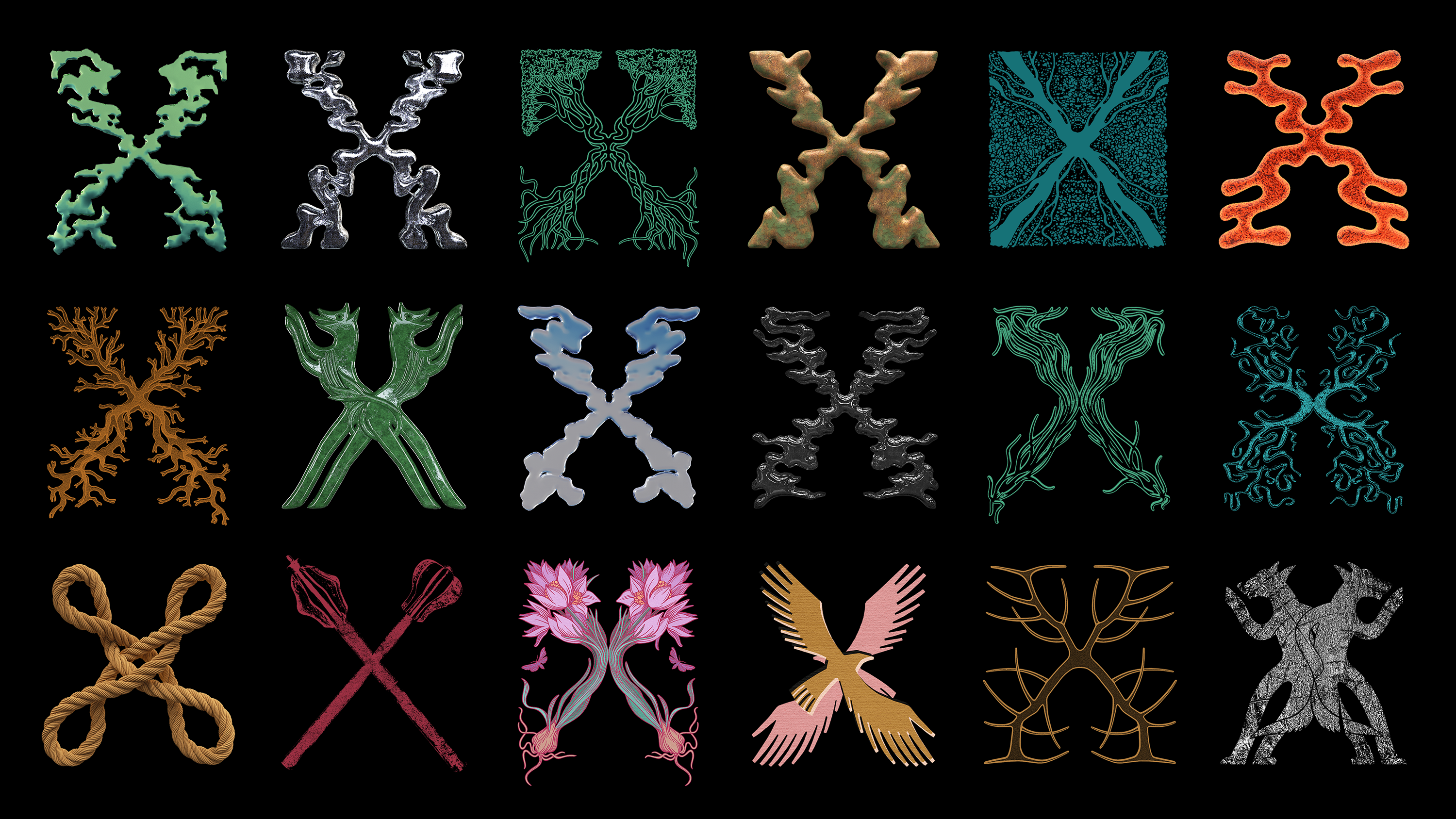
Нова айдентика для Національного заповідника «Хортиця»

У 2021 році команда Bickerstaff.734 створила брендинг острова Хортиця, у межах якого розробила стратегію, позиціювання й айдентику для пам'ятки. Замовником був Національний заповідник «Хортиця» за підтримки Офісу Президента і Міністерства Культури України. За перший місяць проєкт отримав 8 мільйонів охоплень в медіа і тисячі згадок в соціальних мережах. Робота здобула бронзові нагороди Cannes Lions і Epica Awards, а також потрапила у шортлист D&AD. У 2023 році проєкт отримав перше в історії України золото на ADC NY.
Ще одним інноваційним проєктом Bickerstaff.734 стала кампанія Laska Upcycle Merch для Laska. Bickerstaff.734 запустили нову бізнес-модель, яка принесла довгостроковий прибуток і підтримала благодійний аспект бізнесу. Так вони одягнули команди брендів відомих і впливових компаній у вживаний одяг. За 10 днів до проєкту долучилися 27 українських компаній, серед яких Планета Кіно, Comfy, Chicco, Sheriff, AJAX та Banda. За перші тижні Laska Upcycle Merch з медіабюджетом $0 отримала 3,4 млн медійних показів та 1,3 млн охоплень у соціальних мережах.
Кампанія отримала золоту нагороду за "Інтерактивність та мобільність" на ADCE Awards та срібну нагороду за "Локальні рішення" на КМФР. Дизайн кампанії також отримав високу оцінку на The Drum. Цей проєкт перервало повномасштабне вторгнення росії в Україну.

## Діяльність під час війни
У перші місяці після повномасштабного вторгнення 24 лютого 2022 року, Bickerstaff.734 розробила серію проєктів, спрямованих на протидію російській пропаганді та допомогу у зборі коштів.
Одним з перших таких проєктів став All around the (Russian) World. Агенція створила альтернативу Airbnb зі зруйнованими українськими квартирами. При бронюванні квартири росіяни спрямовувались в чат-бот Telegram з правдими новинами про війну в Україні. Кампанія отримала 2,5 мільйони медіаохоплень в росії та 15,5 мільйонів у виданнях по всьому світу.

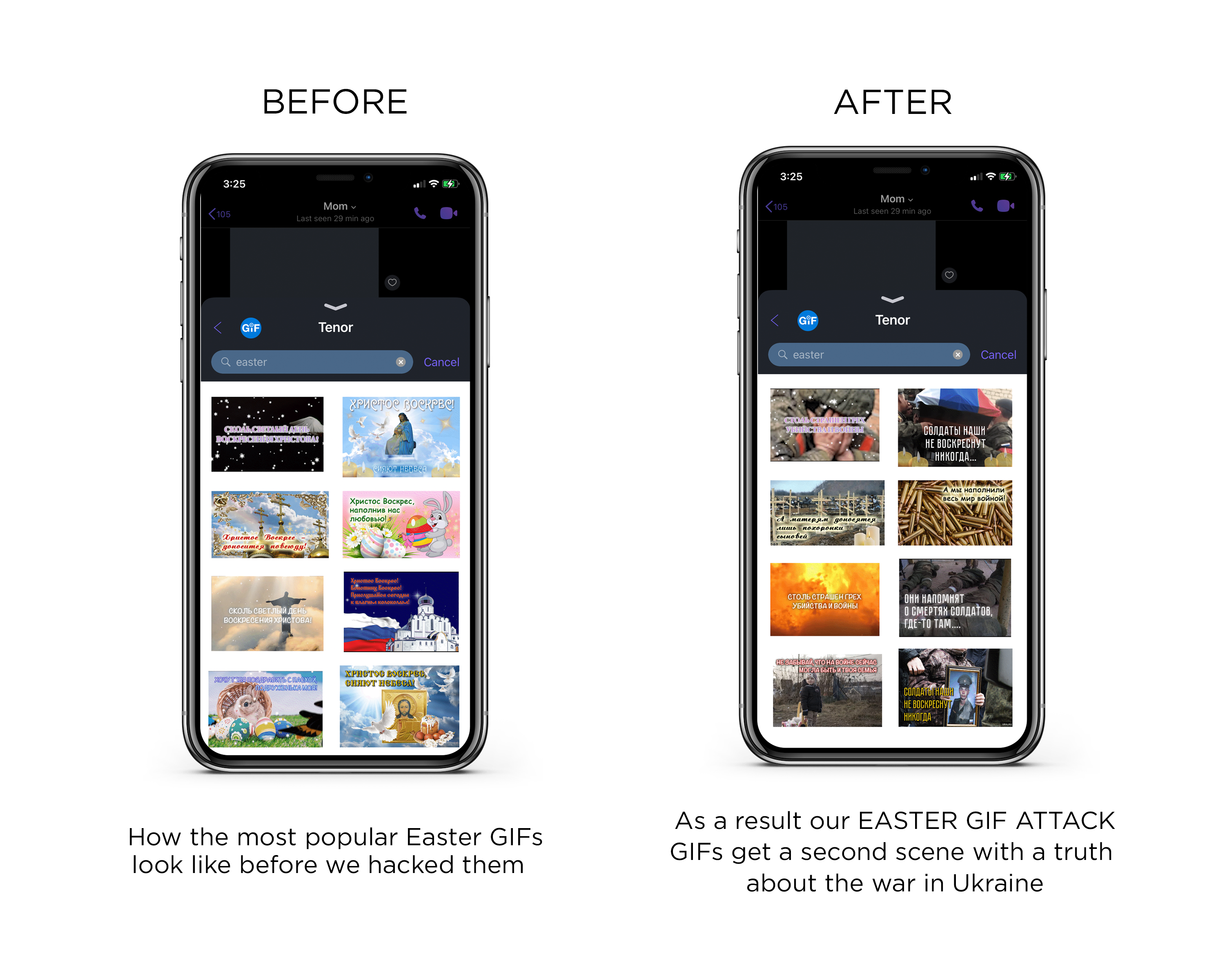
Партизанський гіф-пак для кампанії Easter Gif Attack

У квітні Bickerstaff.734 розробила серію партизанських Великодніх гіфок. Зображення з привітанням змінювалося на фото розбомблених українських міст, зруйнованих будівель або фотографій солдат. У результаті, 8 з 15 найпопулярніших гіфок у Viber були від Bickerstaff.734. Ще 20 — відображалися на перших восьми пошукових сторінках. Близько 3 мільйонів росіян, які шукали “Пасху” у месенджері, отримували та поширювали правду про війну в Україні.
Також агенція створила ролик для Міністерства цифрової трансформації України "Invest In Peace, Bro" з ціллю надихнути криптоспільноту донатити. Команда разом з Everstake, Міністерством цифрової трансформації та Михайлом Федоровим записали реп-відео, де головними героями стали голуби миру, які закликають інвестувати у мир. Кампанія зібрала понад $60 млн у різних криптовалютах на потреби ЗСУ. Реп-трек за участю міністра отримав багато похвал на саміті в Давосі.
20 липня, коли український ринок перебував в замороженому стані після початку війни, Bickerstaff.734 запустили рекламну кампанію з меседжем "Ми замість Я" і перейменували продукцію бренду Галичина в 14 історичних регіонів України. Кампанія стала вірусною — люди шукали на полицях супермаркетів продукцію з назвою свого регіону, публікували фото у соціальних мережах та створили тренди у TikTok. За перший місяць кампанія отримала 2,4 мільйона переглядів на YouTube і 34 мільйони цифрових показів. Проєкт отримав численні нагороди на One Show, Epica Awards, Golden Drum та інших.
У жовтні агенція також розробила кампанію для суббренду "Галичини" "ҐоКарпати" — We all different, but close. Bickerstaff.734 допомогла бренду змінити пакування ложкового кефіру та створила короткометражний мультфільм на підтримку українців.
Також у 2022 році стало відомо, що агенція зробила співвласниками частину команди — Марію Кочуренко, Андрія Безлюдного та Сергія Лізунова. Кожен отримав по 1 відсотку за здобуту бронзу на Cannes Lions.
У 2022 році агенція запустила другий офіс у Лісабоні та отримала перші нагороди Art Directors Club of Europe.
В кінці лютого 2023 року CEO агенції Bickerstaff.734 стала Вероніка Селега. В минулому вона працювала ведучою новин на телеканалі "Перший Діловий", обіймала посаду генерального директора Директорату внутрішньої та гуманітарної політики в Офісі Президента України. Заснувала проєкт "Бібліотека майбутнього".

## Клієнти
Серед клієнтів агенції Bickerstaff.734 Галичина, ЮНІСЕФ, Офіс Президента України, Міністерство цифрової трансформації України, Міністерство закордонних справ України, UNITED24, USAID,  Державне агентство розвитку туризму України (ДАРТ), Міжнародна премія герцога Единбурзького, Sheriff, MEGASPORT та інші.

## Благодійність
Агенція відмовилася викуповувати нагороди на міжнародному дизайн-фестивалі Red Dot. Замість отримання статуеток Design Award, 222 317 гривень перерахували у фонд United24. Крім того, замість нагороди Clio Award, агенція пожертвувала 200 000 гривень.
Для підтримки проєкту фандрейзингової платформи Президента України UNITED24 «Азовсталь. Символ незламності» — Bickerstaff.734 підтримали комунікаційно й створили відеоролик, що нагадує про міцність українців: «Азовсталь, кожен українець — сталь». Відеоролик використали для промоції благодійних браслетів з останньої довоєнної партії сталі комбінату «Азовсталь». Ця робота також отримала відзнаки на Cannes Lions 2023.
Спільно з амбасадором United24 Марком Геміллом (відомим як Люк Скайвокер з Зоряних воєн), Bickerstaff.734 розробили ролик із закликом донатити в фонд UNITED24. Завдяки кампанії вдалося залучити 65 млн грн допомоги.
Bickerstaff.734 разом із Міністерством закордонних справ запустили леопардовий флешмоб #FreeTheLeopards за півтора дня після восьмої зустрічі контактної групи з питань оборони України у форматі «Рамштайн» 20 січня 2023 року. До флешмобу долучились Тіна Кароль, Джамала, NK, Alyona Alyona, Енн Гетевей, Оля Полякова, Frank Wild та багато інших. Кампанія зібрала 111 мільйонів показів: 1 159 публікацій в українських ЗМІ, 422 публікації в іноземних ЗМІ, 13,6 тис. постів з хештегом в Instagram, 13 тис. відео в TikTok та 12 тис. постів у Facebook.

## Цікаві деталі
- Bickerstaff.734 розробили короткі креативні аудіомедитації для підтримки продуктивності, креативності та балансу життя. Вони посіли 3 місце в Mental Health in Ukraine.[29]

- Агенція є авторами відомої 50-кілограмової книги Crime Without Punishment на 6000 сторінок про злочини росії. Креативники дослідили проблему викрадення та примусової депортації українських дітей на території рф. Українська Академія Лідерства представила її під час своєї європейської експедиції у НАТО, Європарламенті й Раді Європи.[30]

- У травні 2023 року Bickerstaff.734 на замовлення МЗС розробили фотозону у формі серця, яка стала символом України на Євробаченні-2023 та ідею концепту шале для Eurovision Village — українську витинанку. Також агенція розробила креативну ідею та текст для маніфест-відео #OpenYourHeartForUkraine, яке озвучив Джеффрі Кенні.[31]

- Під час Євробачення-2023 Bickerstaff.734 разом з Ukraine.ua запустили діджитал-кампанію, впродовж якої Велика Британія та Україна об’єдналися в Instagram. З 9 по 13 травня українські та британські зірки шоубізнесу, спортсмени, політики робили спільні дописи про те, що об'єднує Україну і Британію. До кампанії приєднались Володимир Зеленський та Ріші Сунак, гурт TVORCHI та співачка Мей Мюллер, співачки Джамала, Birdy та багато ін.

## Нагороди
- Bickerstaff.734 — перша українська креативна агенція, яка отримала звання Boutique Agency of the Year на ADC Awards у 2023 році.[1]

- Входить у ТОП-20 світових агентств за глобальним рейтингом The One Club for Creativity 2023 і в трійку кращих агенцій за версією Міжнародного рейтингу креативності комунікаційних агенцій України сезону 2021-2022 і 2022-2023.[2]

- Найкраща креативна агенція Epica в Центральній та Східній Європі, 2022.[3][4] Призер Cannes Lions[5], Clio,[32] One Show, ADC,[33] D&AD,[34] Red Dot,[35] ADC*E awards,[34] London International Awards,[36] Golden Drum.[37]